# Sotboyak
Sotboyak is een bestuurslaag in het regentschap Kepulauan Mentawai van de provincie West-Sumatra, Indonesië. Sotboyak telt 560 inwoners (volkstelling 2010).